# ديث ستراندنغ
ديث ستراندِنغ (بالإنجليزية: Death Stranding)‏ لعبة فيديو أكشن، وعالم مفتوح، تم تطويرها بواسطة شركة كوجيما برودكشنز. وهي أول لعبة يقوم بإخراجها هيديو كوجيما بعد انفصاله من شركة كونامي اليابانية في عام 2015. نشرتها شركة سوني إنتراكتيف إنترتينمنت على أجهزة بلاي ستيشن 4 في نوفمبر 2019، ومن المقرر أن تنشرها شركة 505 غيمز على مايكروسوفت ويندوز في منتصف عام 2020.
في 9 ديسمبر 2022 ، أعلنت كوجيما برودكشنز عن تطوير جزء ثاني للعبة، وهي تتمه للجزء الأول.
تقع أحداث اللعبة في الولايات المتحدة الأمريكية بعد كارثة ديث ستراندِنغ، التي أدت إلى ظهور مخلوقات مدمرة من عالم بين الحياة والموت حول الأرض. يتحكم اللاعبون في سام بريدجز (نورمان ريديس)، وهو ساعي مكلف بتسليم الإمدادات والبضائع إلى المستعمرات المعزولة المتبقية وإعادة ربطها عبر شبكة اتصالات لاسلكية.
إلى جانب الممثل نورمان ريديس، تضم اللعبة الممثلين مادس ميكلسن، وليا سيدو، ومارغريت كوالي، وتروي بيكر، وتومي إيرل جنكينز، وليندساي فاغنر، بالإضافة إلى المخرجين السينمائيين جييرمو ديل تورو، ونيكولاس ويندينج ريفين. حصلة اللعبة على تقييمات إيجابية بشكل عام من النقاد، الذين رأوا أنها تجربة فريدة من نوعها، وأشاد النقاد بأداء الممثلين الصوتي، والموسيقى التصويرية، والرسوميات.

## أسلوب اللعب

لقطة لشاشة للعبة ديث ستراندنغ، مأخوذة من مقطورة معروضة في مؤتمر معرض الترفيه الإلكتروني 2018. يستخدم سام، بطل الرواية، جهازًا للكشف عن مخلوقات البرزخ غير المرئيين من أجل التسلل عبرهم.

يتحكم اللاعب في سام بريدجز، وهو ساعي لشركة معروفة باسم Bridges. يتم تكليف اللاعب بتسليم شحنات الإمدادات والبضائع إلى مدن معزولة مختلفة تعرف باسم KNOTs، وأيضًا بتوصيل المدن بنظام اتصالات يعرف باسم الشبكة الكيرالية (Chiral Network). ويتم تقييم الشحنات التي تم توصيلها من قبل الشركة والمستلمين بناءً على أداء اللاعب (يتم منح اللاعب «الإعجابات» المشابهة للشبكات الاجتماعية)، بما في ذلك ما إذا كانت الشحنة قد تم تسليمها بحالة جيدة، وإذا كانت متضررة بسبب عوامل كثيرة. تُستخدم هذه المزايا بدورها في رفع مستوى إحصائيات اللاعب (مثل الثبات وقدرة التحمل والوزن المسموح بحمله) وزيادة مكانتها مع المواقع الفردية والشخصيات (والتي يمكن أن تحسن المكافآت). ويمكن أن تؤثر كيفية تعبئة وتوزيع البضائع، والوزن الإجمالي الذي يتم حمله، على قدرة سام على التنقل عبر البيئات.
تشمل أعداء اللاعب الرئيسية المخلوقات الغريبة المعروفة باسم «مخلوقات البرزخ» (BTs)، وكذلك MULE وهم عبارة عن جماعات يشبهون قطاع الطرق ويتأثرون بهوس البضائع، والذين يحاولون سرقة البضائع حتى يتمكنوا من إيصالها بأنفسهم. يحيط بمخلوقات البرزخ مطر يعرف باسم "Timefall"، والذي يدمر درع اللاعب وحمولته من خلال تسريع الزمن. عادةً ما تكون مخلوقات البرزخ غير مرئية، ولكن بدلة سام مجهزة بمستشعر روبوتي يشير إلى البرزخ الذي هو على مقربة منه، ويمكن للاعب بعد ذلك مسح المنطقة لكشفها.
بما أن مهمة سام هو «إعادة التوطين»، يتم نقله إلى عالم تحت الماء يُعرف باسم «التماس» إذا قُتل، حيث يمكنه «السباحة» مرة أخرى إلى جسده لإحياء نفسه. ومع ذلك، فإن القتل من قبل البرزخ يؤدي أيضًا إلى انفجار مدمر يُعرف باسم «الفراغ»، والذي يؤدي دائمًا إلى إتلاف موقع الوفاة بحفرة غير قابلة للاستبدال.
بينما يوسع اللاعبون تغطية الشبكة الكيرالية، يمكنهم الوصول إلى خرائط المناطق، واستخدام المخططات لإنتاج عناصر وهياكل قابلة للاستهلاك مثل Portable Chiral Constructor اختصارا (PCC) (جهاز مشابه للطابعة ثلاثية الأبعاد)، بما في ذلك الحبال والجسور والمولدات التي تستخدم لشحن المعدات التي تعمل بالبطارية. تُستخدم الشبكة أيضًا لوظائف اللعبة على الإنترنت، حيث يمكن للاعبين ترك الإمدادات والهياكل والرسائل التي يمكن للاعبين الآخرين مشاهدتها واستخدامها، على الرغم من أن الهياكل سوف يتم تدميرها في النهاية بواسطة مطر الزمن "Timefall" بعد فترة من الوقت. يمكن للاعب أيضًا استرداد البضائع التي فقدها اللاعبون الآخرون لإكمال عملية التسليم. لا يواجه اللاعب لاعبين آخرين بشكل مباشر في العالم.

## القصة

### خلفية للقصة
تقع أحداث اللعبة في الولايات المتحدة، حيث تسبب حادث كارثي يعرف باسم «ديث ستراندِنغ» في ظهور كائنات تعرف باسم «مخلوقات البرزخ» (BTs) وهي مخلوقات غير مرئية نشأت من «الشاطئ». فإن القتل من قبل البرزخ يؤدي أيضًا إلى انفجار مدمر يُعرف باسم «الفراغ»، وتنتج أمطارًا تُعرف باسم "Timefall" تسبب تقدم سريع في الزمن وتتدهور كل ما تصيبه. ولقد أضرت هذه الأحداث بالبنية التحتية للبلاد، مما دفع سكانها الباقين إلى حصر أنفسهم في المستعمرات النائية المعروفة باسم "KNOTs"، والتي تشكل «المدن المتحدة الأمريكية» المتبقية.

## الاستقبال
تلقت ديث ستراندِنغ مراجعات «مختلطة بشكل عام»، وفقًا لمجمع المراجعة ميتاكريتيك قد حصلت لعبة على متوسط تقييم جيد جدا 82 من 100% ، بناءا على 111 موقع، كما أشيد باللعبة لمفاهيمها الفريدة، وجاذبيتها الغامضة، والرسومات، والتمثيل الصوتي، والموسيقى التصويرية، ولكن تم أعنتقادها من قبل عديد من المواقع، كما حصلت على متوسط تقييم من قبل اللاعبين 7.3 من 10.
| النتيجة الإجمالية | النتيجة الإجمالية      |
| ناشر              | نتيجة                  |
| ----------------- | ---------------------- |
| ميتاكريتيك        | PC: 86/100 PS4: 82/100 |

| المراجعات      | المراجعات   |
| ناشر           | نتيجة       |
| -------------- | ----------- |
| Destructoid    | 8/10        |
| Easy Allies    | 8.0/10      |
| EGM            | 5/5 stars   |
| Famitsu        | 40/40       |
| GameRevolution | 5/5         |
| GameSpot       | 9/10        |
| GamesRadar+    | 3.5/5 stars |
| Giant Bomb     | 2/5 stars   |
| IGN            | 6.8/10      |
| VideoGamer.com | 8/10        |

## المبيعات
في يوليو 2021، أعلن حساب كوجيما برودكشنز ان اللعبة قد باعت مايقارب 5 ملايين نسخة، أشار جاي بور قائد قسم النشر بفريق التطوير في الاستوديو، خلال مقابلة له بأن اللعبة استطاعت بيع 5 ملايين نسخة حتى شهر مارس الماضي، وهو رقم جيد بحسب وصفه.

## روابط خارجية
- ديث ستراندنغ على موقع IMDb (الإنجليزية)